# Topchanchi
Topchanchi è una suddivisione dell'India, classificata come census town, di 5.397 abitanti, situata nel distretto di Dhanbad, nello stato federato del Jharkhand. In base al numero di abitanti la città rientra nella classe V (da 5.000 a 9.999 persone).

## Geografia fisica
La città è situata a 23° 53' 60 N e 86° 12' 0 E e ha un'altitudine di 303 m s.l.m..

## Società

### Evoluzione demografica
Al censimento del 2001 la popolazione di Topchanchi assommava a 5.397 persone, delle quali 2.864 maschi e 2.533 femmine. I bambini di età inferiore o uguale ai sei anni assommavano a 802, dei quali 398 maschi e 404 femmine. Infine, coloro che erano in grado di saper almeno leggere e scrivere erano 3.050, dei quali 1.964 maschi e 1.086 femmine.